# Texas Longford
Texas Tex Longford es un personaje ficticio de la serie de televisión británica Hollyoaks, interpretada por la actriz Bianca Hendrickse-Spendlove desde el 10 de mayo de 2010 hasta el 13 de mayo de 2013.

## Biografía
En el 2011 Texas comienza a platicar con un hombre llamado Cameron, su hermana India Longford la acusa de ser irresponsable pero Texas la convence de intentar conocer a alguien por internet, India termina conociendo a Cameron y acuerdan con tener una cita, en el camino el coche se para e India ve pasar a un hombre quien resulta ser Silas Blissett y este la ayuda, mientras están ahí India descubre que Silas es en realidad "Cameron", quien en realidad había ido para matar a Texas, sin embargo cuando intenta escapar la mata. Más tarde cuando descubren el cuerpo de India, texas se culpa ya que se siente responsable de la muerte de su hermana ya que ella la animó a conocer a gente por internet. Texas comienza una relación con Dodger Savage.
Más tarde Silas lleva a Texas al bosque para matarla después de enterarse de que había tenido relaciones con Doug Carter para obtener cocaína y un cóctel de tranquilizantes, ahí Texas le dice que ella era en realidad la cita de "Cameron", Silas se molesta al darse cuenta de que India no era la cita de su personaje y decide matar a Texas golpeándola en la cabeza, Texas se da cuenta de que él fue el responsable de la muerte de su hermana y decide hablarle de ella, esto hace que Silas cambie de parecer al sentirse culpable por haberla matado y la lleva al hospital donde les hace creer a todos que él la había rescatado. 
Después de que Silas es arrestado Texas le pregunta por qué le hizo daño a su hermana y este le responde que se arrepentía por haber matado a India y que a la que debió haber asesinado tuvo que haber sido ella. 
Más tarde Will Savage la manipula creyendo que ella lo había empujado y le había causado una parálisis por lo que logra que Texas por culpa acepte la propuesta de matrimonio que Will le hace, Texas intenta terminar con Will pero no lo logra, finalmente cuando lo descubre besando a Leanne Holiday lo hace, sin embargo Will la manipula nuevamente haciéndole creer que tenía un aneurisma, el día de la boda Texas finalmente descubre que Will nunca tuvo un aneurisma y que él había pagado la boda con el dinero que él y Leanne le habían robado a Mercedes McQueen. Minutos después Texas muere después de que Will la empujara de una ventana luego de que ella le dijera que nunca lo había amado, que sólo estaba con él por remordimiento y que al que en realidad amaba era a su medio hermano Dodger.